# Carlos Coimbra
Pour les articles homonymes, voir Coimbra (homonymie).
Carlos Coimbra (Campinas, 13 août 1927 - São Paulo, 14 février 2007) est un réalisateur, acteur, scénariste et producteur de films brésilien.
Il est décédé à l'âge de 79 ans, à la Santa Casa da Misericórdia de São Paulo, où il a été hospitalisé.
Son film La Fin des cangaceiros (pt) a été présenté au 11e festival du film de Berlin

## Filmographie
- Os Campeões (pt) (1983)
- Iracema, a virgem dos lábios de mel (pt) (1979)
- O homem de papel (pt) (1976)
- O signo de escorpião (pt) (1974)
- Indépendance ou Mort (Independência ou Morte) (1972)
- Se meu dólar falasse (pt) (1970)
- Corisco, o diabo loiro (pt) (1969)
- A Madona de Cedro (pt) (1968)
- Cangaceiros de Lampião (pt) (1967)
- O Santo Milagroso (pt) (1966)
- Lampião, o rei do cangaço (pt) (1964)
- La Fin des cangaceiros (pt) (A Morte Comanda o Cangaço) (1961)
- Crepúsculo de Ódios (pt) (1958)
- Dioguinho (1957)
- Padroeira do Brasil (1956) - scénariste
- Armas da vingança (1955)